# Atenizus
Atenizus es un género de escarabajos longicornios de la tribu Oemini. Fue descrito por Henry Walter Bates en 1867.

## Especies
- Atenizus apicalis Dalens y Touroult, 2014
- Atenizus capixaba Martins, 1981
- Atenizus castaneus Martins, 1981
- Atenizus hylaeanus Martins, 1981
- Atenizus laticeps Bates, 1867
- Atenizus plaumanni Tippmann, 1960
- Atenizus simplex Bates, 1884
- Atenizus taunayi Melzer, 1920